# Diccionario de Tupí Antiguo
El Diccionario de Tupí Antiguo: la lengua indígena clásica de Brasil fue elaborado por el lexicógrafo y filólogo Eduardo de Almeida Navarro y publicado en 2013. La obra fue concebida con el objetivo de difundir el conocimiento del tupí antiguo a un público más amplio.
Dividido en tres partes, comienza con un vocabulario portugués-tupí. La segunda parte es el diccionario tupí-portugués en sí, que contiene casi ocho mil palabras de entrada (o lexemas), convirtiéndolo en el diccionario más completo compilado hasta la fecha. La tercera parte incluye una lista de dos mil palabras del portugués brasileño que tienen su origen en el tupí (principalmente nombres de lugares y ciudades).
Dado que el tupí antiguo es una lengua muerta, el diccionario tiene un enfoque filológico. Se basó en textos antiguos en lugar de hablantes nativos, lo que lo convierte en un diccionario histórico. Las palabras de entrada fueron extraídas de textos escritos en los siglos XVI y XVII. El propósito de esta limitación es evitar mezclar el tupí antiguo con sus desarrollos históricos, como el nheengatu.
Navarro obtuvo su habilitación en 2006 con este diccionario, que continuó perfeccionando hasta su publicación por Global Editora en São Paulo en 2013, el mismo año en que se convirtió en profesor titular en la USP. El autor afirma que la creación del diccionario fue necesaria para completar su traducción de las cartas de los indios Camarones.

## Contenido y creación de la obra
El diccionario se divide en tres partes. Además de la introducción y el prefacio de Ariano Suassuna, son las siguientes:
Vocabulario portugués-tupí
Diccionario tupí-portugués
Etimologías de topónimos y antropónimos de origen tupí, y otros tupinismos
La primera parte es un sencillo vocabulario portugués-tupí. Presenta solo las palabras y sus traducciones, sin explicaciones ni detalles. La segunda parte es el diccionario propiamente dicho. A lo largo del libro, Navarro optó por actualizar la ortografía utilizada en las fuentes primarias. De esta manera, qu fue reemplazado por k, y ig se escribió como y. La tercera parte del libro no es exhaustiva. Navarro afirmó que un trabajo futuro deberá abordar un número mucho mayor de tupinismos y nombres de origen tupí en el portugués actual.